# Hiperkalciemija
Hiperkalciemíja (tudi hiperkalcemija) pomeni zvišano koncentracijo kalcija (Ca2+) v krvni plazmi. Normalne vrednosti so 2,1–2,6 mmol/L (8,8–10,7 mg/dL, 4,3–5,2 mEq/L), o hiperkalciemiji pa govorimo pri vrednostih nad 2,6 mmol/L. Osebe z blago povišanimi vrednostmi so pogosto brezsimptomne, pri hujšem povišanju ali nenadnem povečanju vrednosti pa se pojavijo simptomi, kot so bolečine v trebuhu, bolečine v kosteh, zmedenost, depresija, splošna slabotnost. Pride lahko tudi do zapletov, kot so ledvični kamni, srčna aritmija in celo srčni zastoj.
V večini primerov hiperkalciemijo povzroči primarni hiperparatiroidizem ali rakava bolezen. Drugi možni vzroki so še med drugim sarkoidoza, tuberkuloza, pagetova bolezen, multipla endokrina neoplazija, toksični učinki vitamina D, družinska hipokalciurična hiperkalciemija in uporaba določenih zdravil, kot sta litij in hidroklorotiazid. Diagnoza temelji bodisi na vrednosti korigiranega bodisi ioniziranega kalcija; vrednosti je treba ponovno preveriti v roku enega tedna. Hiperkalciemija lahko povzroči tudi določene spremembe, vidne na EKG-ju, kot je skrajšanje intervala QT ali podaljšanje intervala PR.
Zdravljenje lahko ob zdravljenju vzroka vključuje še intravensko nadomeščanje tekočin ter uporabo določenih zdravil (furosemid, kalcitonin ali pamidronat). Dokazov o učinkovitosti uporabe furosemida je sicer malo. Pri bolnikih z zelo visokimi vrednostmi kalcija v krvi je lahko potrebna hospitalizacija. Pri bolnikih, ki se ne odzovejo na druge oblike zdravljenja, je lahko potrebna uvedba hemodialize. Pri bolnikih, pri katerih je prisotna toksičnost zaradi vitamina D, je lahko učinkovita uporaba kortikosteroidov. Hiperkalciemija je relativno pogosta motnja. Primarni hiperparatiroidizem se pojavlja pri okoli 1–7 ljudeh na 1000 prebivalcev. Pri bolnikih z rakavo boleznijo jih ima okoli 2,7 % hiperkalciemijo.

## Vzroki
V 90 % primerov hiperkalciemijo povzroči primarni hiperparatiroidizem ali rakava bolezen. Drugi možni vzroki so še med drugim sarkoidoza, tuberkuloza, pagetova bolezen, multipla endokrina neoplazija, toksični učinki vitamina D, družinska hipokalciurična hiperkalciemija in uporaba določenih zdravil, kot sta litij in hidroklorotiazid.

### Rakave bolezni
Pri raku pride do hiperkalciemije zaradi snovi, ki jih izločajo rakave celice in ki povzročajo namnožitev osteoklastov in spodbujajo njihovo aktivnost, posledično pa je povečana resorpcija kostnine. Zmanjšano je tudi izločanje kalcija skozi ledvice. Ob tem je koncentracija parathormona normalna ali zmanjšana. Do hiperkalciemije pride najpogosteje pri čvrstih tumorjih, kot so rak pljuč ali dojke, pogosta pa je tudi pri krvnih rakih, zlasti pri multiplem mielomu.
Pride lahko do humoralne ali osteolitične hiperkalciemije. Najpogostejša je humoralna, ki predstavlja 80 % vseh primerov hiperkalciemij zaradi raka in je posledica sproščanja paratiroidnemu hormonu (PTH) podobnega peptida (PTH-rP) iz rakavih celic. Le-ta peptid posnema delovanje PTH ter spodbuja aktivnost osteoklastov (zveča resorpcijo kostnine) in tubulno reabsorpcijo kalcija (zmanjša izločanje kalcija skozi ledvice). V 20 % gre za osteolitično hiperkalciemijo, ki je pogostejša pri bolnikih z obsežnimi zasevki v kosteh. Rakave celice kostnih zasevkov sprožijo osteolizo z lokalno destrukcijo kosti, hkrati pa s s proščanjem citokinov spodbujajo diferenciacijo makrofagov v osteoklaste, kar vodi v nadaljnjo resorpcijo kosti in hiperkalcemijo.